# Kerry North (kiesdistrict)

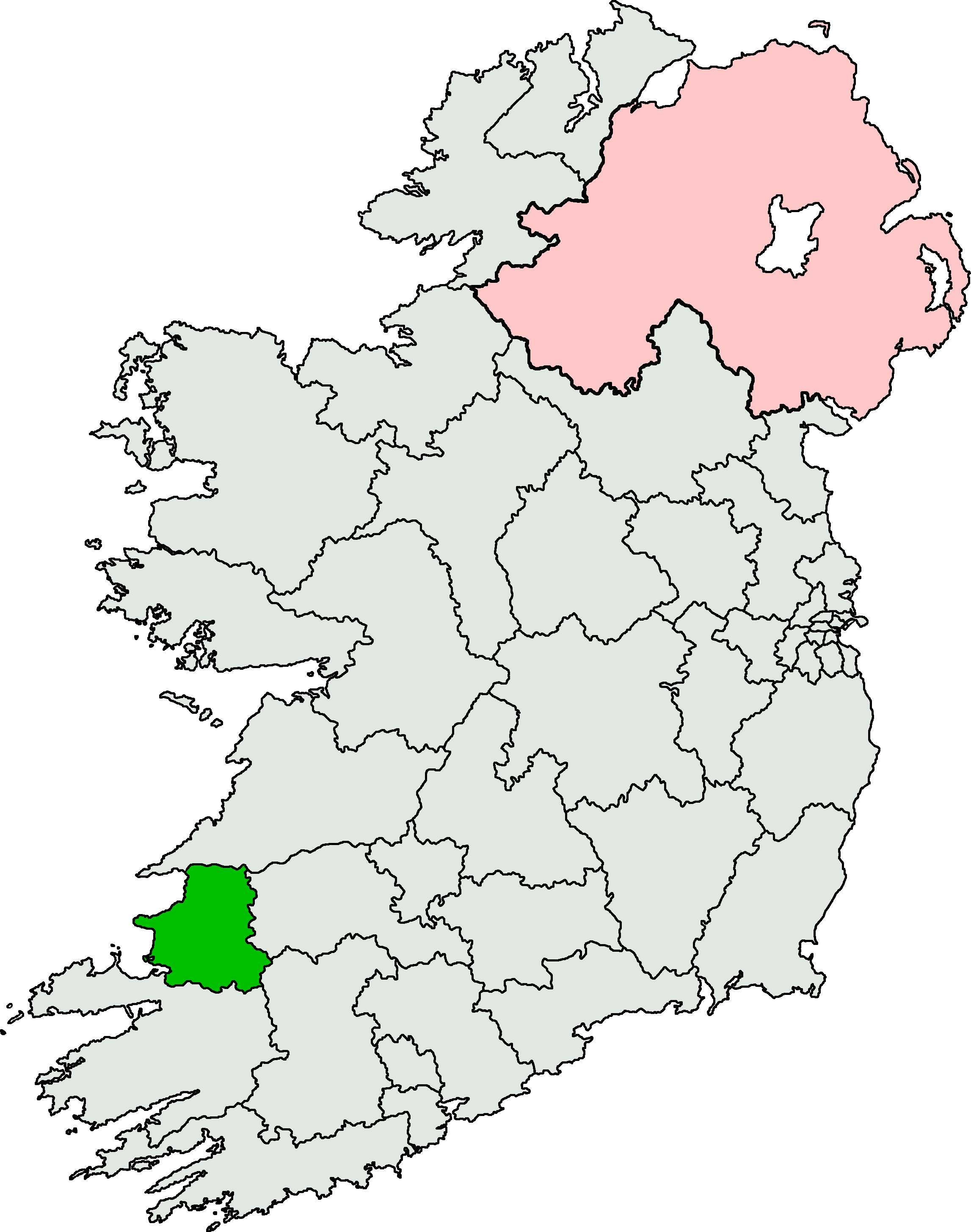
Kerry-North

Kerry North is een voormalig kiesdistrict in de Republiek Ierland voor de verkiezingen voor Dáil Éireann, het lagerhuis van het Ierse parlement. Het district bestond tussen 1935 toen het oude district Kerry gesplitst werd in North en South en 2011. Bij de verkiezingen in 2007 woonden er 55.862 kiesgerechtigden in het district, die 3 leden voor de Dáil konden kiezen.
Het district was de thuisbasis van de vroegere Tanaiste en leider van Labour Dick Spring. Spring verloor zijn zetel in 2002 aan Sinn Féin, die hier haar enige zetel buiten de noordelijke districten Cavan Monaghan en Louth en Dublin haalde. Labour trachtte in 2007 de zetel terug te winnen, maar slaagde daar niet in. Sinn Féin behield haar zetel. De twee andere zetels gingen naar Fianna Fáil en Fine Gael.
In 2011 werd het oude Kerry North ingedeeld bij het nieuwe kiesdistrict Kerry North & West Limmerick, dat slechts eenmalig gebruikt werd. In 2016 werd county Kerry weer ingedeeld in één kiesdistrict, Kerry.